# 파욤 쭐라논

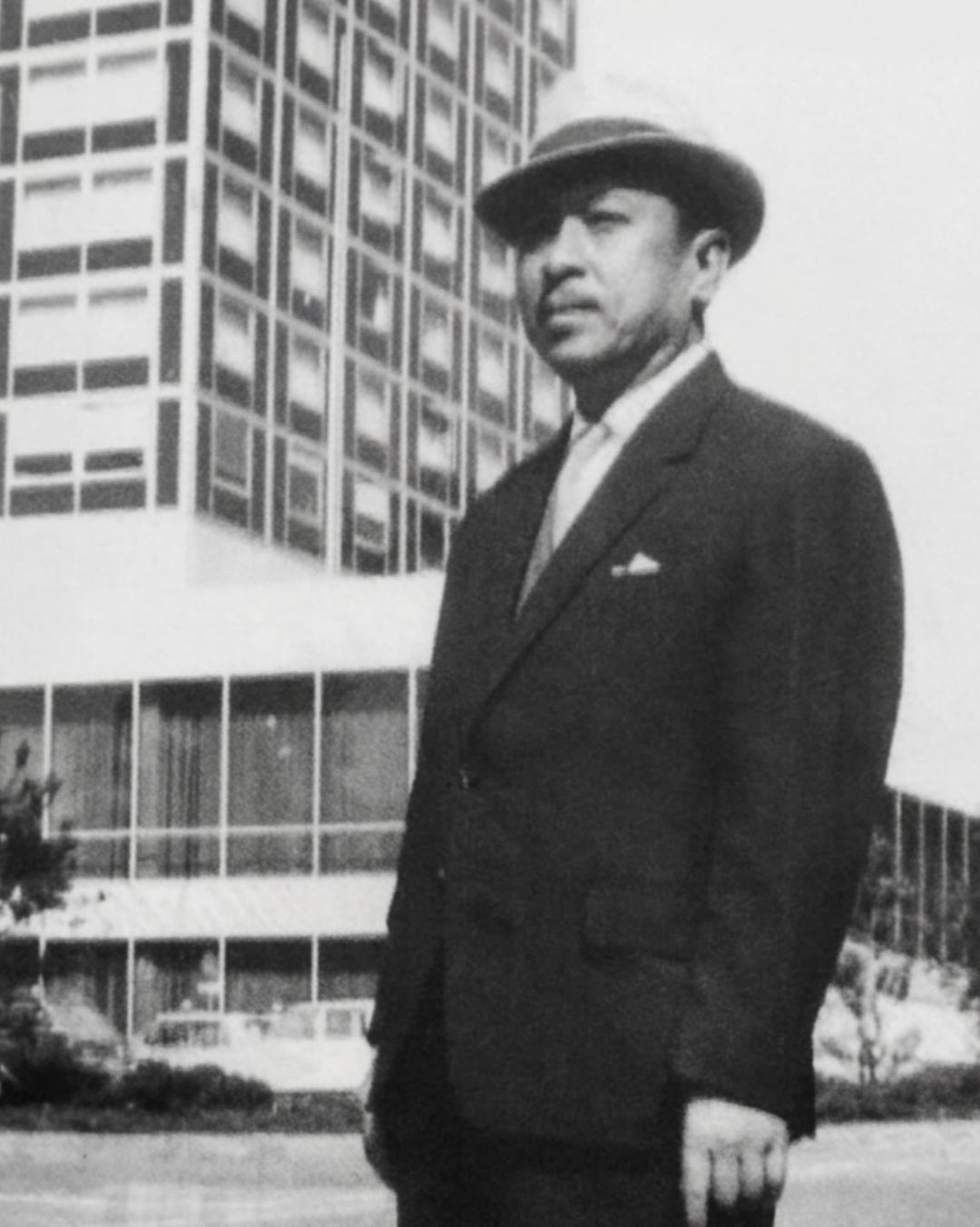
파욤 쭐라논(1948년)

파욤 쭐라논(태국어: พโยม จุลานนท์, 1909년 3월 12일~1980년 9월 7일)은 태국의 군인, 정치인으로 태국 공산당의 지도자를 맡았다. 태국 총리를 지낸 수라윳 쭐라논의 아버지이기도 하다.
태국 왕립 육군 중령을 지냈으며 1947년 쁠랙 피분송크람이 주도한 군사 쿠데타에 가담하여 피분송크람의 권력 쟁취에 기여했다. 그러나 1949년 피분송크람과의 정치적 견해 차이로 그와 결별하여 다시 쿠데타를 일으켰다. 쿠데타가 실패로 돌아간 후 미얀마를 경유하여 중국으로 망명했다.
1957년 1월에 귀국하여 그 해 2월에 열린 총선에 출마하여 고향인 펫차분주 하원의원이 되었다. 같은 해 9월 사릿 타나랏이 일으킨 쿠데타로 피분송크람이 축출되자 가족을 떠나 태국공산당에 투신하여 지하 공산 운동에 가담했다. 이후 태국 인민해방군 사령관에 올라 1965년부터 태국 공산 반란을 이끌었으며, 1978년에 지병인 심부전 치료 및 요양을 위해 중국으로 건너가 은거했고, 1980년에 베이징에서 사망했다.